# Stenoma jucunda
Stenoma jucunda es una especie de polilla del género Stenoma, orden Lepidoptera. Fue descrita científicamente por Meyrick en 1915.
Tiene una envergadura de 18–19 mm. Las alas anteriores son de color gris ocráceo claro, el borde costal algo más oscuro. Hay una mancha nebulosa ocrácea en el final de la celdilla. Las alas anteriores son grises.

## Distribución
Esta especie habita en Perú.